# Antechinus agilis
El antequino ágil (Antechinus agilis) es una especie de marsupial dasiuromorfo de la familia Dasyuridae propia de Victoria y Nueva Gales del Sur (Australia). Este pequeño marsupial tiene una corta pero promiscua vida. Mide 12 cm.